# Wohnhaus Himmelreich 8

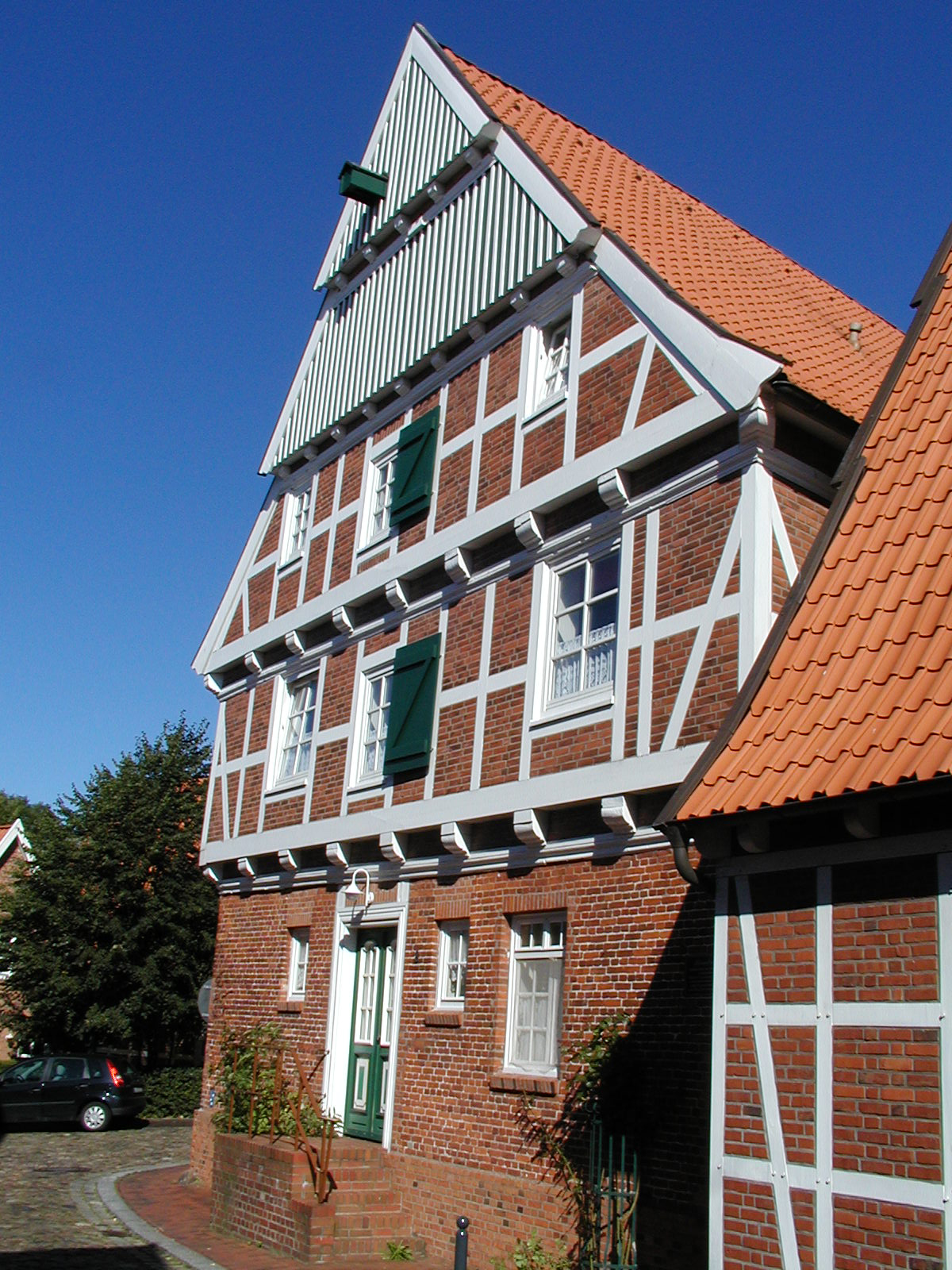
Südfassade (2005)

Das Wohnhaus Himmelreich 8, der Bull’sche Speicher, in der niedersächsischen Samtgemeinde Land Hadeln, Gemeinde Otterndorf, im Landkreis Cuxhaven, stammt vom 18. Jahrhundert. Aktuell (2024) wird es als Wohn- und Geschäftshaus genutzt.
Das Gebäude steht unter Denkmalschutz (siehe auch Liste der Baudenkmale in Otterndorf).

## Geschichte und Beschreibung
Otterndorf war der Hauptort des Landes Hadeln. 1400 erhielt er von Herzog Erich von Sachsen-Lauenburg die Stadtrechte. Die ehemalige Wurtsiedlung Otterndorf liegt um die Kirche herum an den Straßen Johann-Heinrich-Voß-Straße und Himmelreich. Sie besteht als Siedlungskern bereits seit dem Mittelalter. Ihre zumeist Fachwerkbauten aus dem 17. und 18. Jahrhundert sind in der Regel giebelständig und damit größtenteils zum ehemaligen Kirchhof ausgerichtet. Zur Wurtsiedlung gehören auch die Alte Lateinschule und das ehemalige Pfarrhaus der Severikirche (Otterndorf). Der Ort war lange Zeit ein wichtiger Umschlagplatz für Norddeutschland.

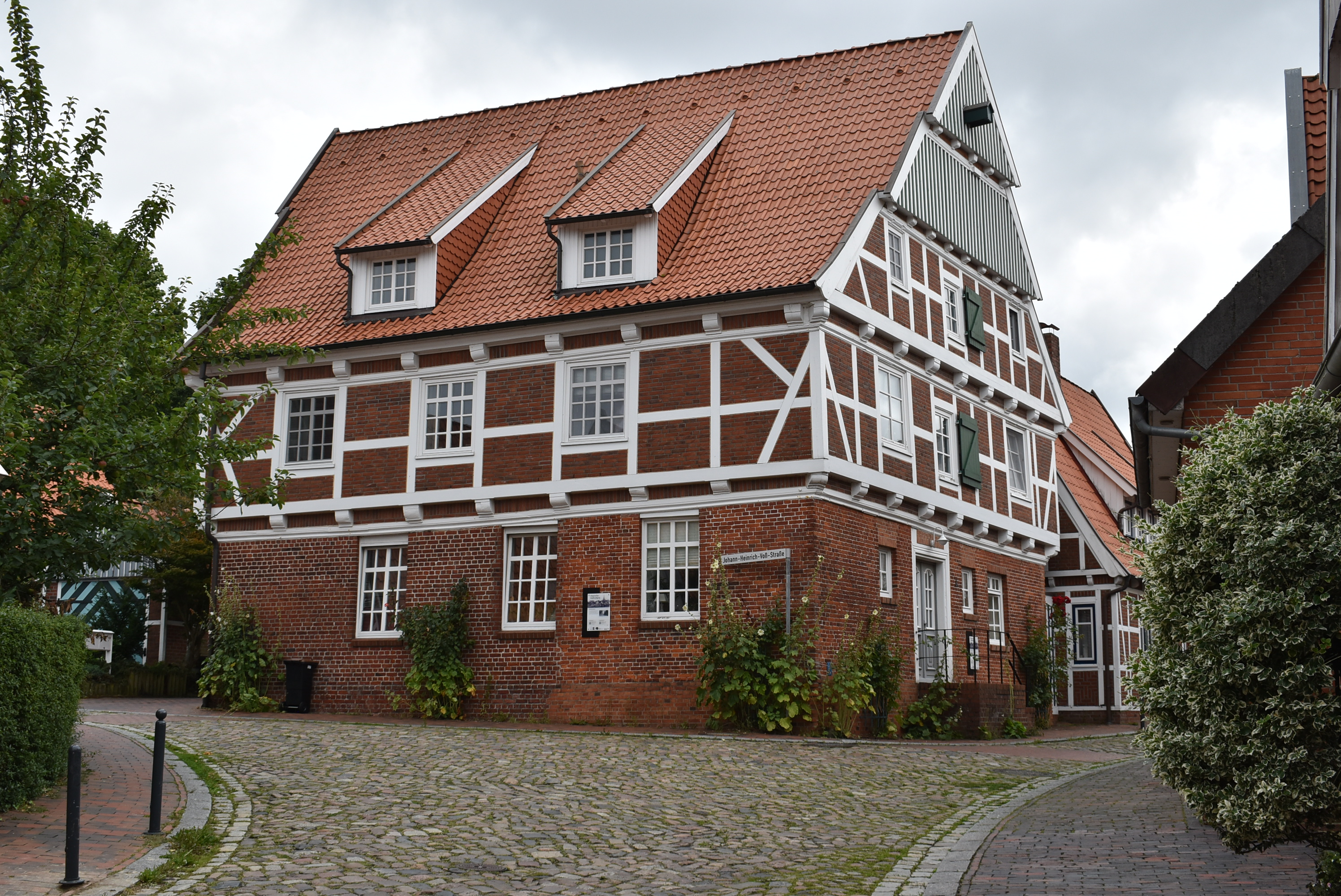
West- und Südfassade (2021)

Das zweigeschossige giebelständige Gebäude in Fachwerk mit Steinausfachungen und mit einem massiven Erdgeschoss sowie mit ziegelgedecktem Satteldach wurde im ersten Drittel des 18. Jahrhunderts für den Kaufmann Bull als Wohnhaus und Kornspeicher gebaut. Der Hauptgiebel kragt über Knaggen vierfach vor. Die oberen Geschosse waren ursprünglich Lagergeschosse mit einem Ladebalken. Die oberen Giebeldreiecke sind regionaltypisch senkrecht verbrettert.
Der Straßenraum mit Straßenpflasterung ist ein Bestandteil der Wurtsiedlung.
Das Landesdenkmalamt befand u. a.: „… großes Wohnhaus mit Speichergeschossen … .“